# 2021 en hockey sur glace
Cette page présente les éléments de hockey sur glace de l'année 2021, que ce soit d'un point de vue rencontres internationales ou championnats nationaux. Les grandes dates des différentes compétitions sont données ainsi que les décès de personnalités du hockey mondial.

## Autres

### Fins de carrière
- 5 janvier : Colin Wilson.
- 6 janvier : Florian Busch.
- 9 janvier : Corey Crawford [1].
- 17 janvier : Adam McQuaid [2].
- 9 février : Jocelyne Lamoureux [3].
- 9 février : Monique Lamoureux.
- 5 mars : Brent Seabrook.
- 16 mars : Martin Saint-Pierre.
- 26 mars : Dan Tudin.
- 29 mars : Go Tanaka.
- 29 mars : Jamie Fraser.
- 29 mars : Dale Mitchell.
- 30 mars : Mathias Arnaud.
- 30 mars : Mark Hurtubise.
- 1er avril : Drew MacIntyre.
- 6 avril : Michael Ngoy.
- 6 avril : Ossi Louhivaara
- 8 avril : Taylor Chorney.
- 16 avril : Yanick Riendeau.
- 26 avril : Andrew Shaw.
- 29 avril : Jaroslav Bednar.
- 9 mai : Oleksandr Materoukhine.
- 18 mai : Kacey Bellamy [4].
- 3 juin : Andrej Hebar.
- 4 juin : Fredrik Pettersson.
- 4 juin : Brad Thiessen.
- 4 juin : Luke Gazdic.
- 8 juin : Viktor Fasth.
- 14 juin : Stephen Johns.
- 21 juin : J.T. Brown.
- 22 juin : Johan Alcén.
- 23 juin : Carl Gunnarsson.
- 23 juin : Cam Barker.
- 26 juin : Beau Bennett.
- 5 juillet : Sergueï Moziakine.
- 14 juillet : Kevan Miller.
- 22 juillet : Matt Calvert.
- 2 août : Riku Helenius.
- 4 août : Roman Wick.
- 8 août : Anders Nilsson.
- 9 août : Aliaksandr Koulakow.
- 11 août : Damien Raux.
- 11 août : Pavel Tcharnaok.
- 11 août : Jakub Petružálek.
- 12 août : Jussi Rynnäs.
- 13 août : Viktor Stålberg.
- 14 août : Ivan Vichnevski.

### Décès
- 4 janvier : John Muckler, à 86 ans, joueur puis entraîneur, il remporte la Coupe Stanley avec les Oilers d'Edmonton en 1990 [5].
- 24 janvier : George « Chief » Armstrong, à 90 ans, joueur des Maple Leafs de Toronto. Il joue avec ces derniers durant vingt-deux saisons, remportant au passage quatre Coupe Stanley en plus d'être invité au Match des étoiles à sept reprises. Il fut intronisé au Temple de la renommée du hockey en 1975[6].
- 27 janvier : Gert Blomé, à 86 ans, joueur suédois ayant remporté le Guldpucken en 1965[7].
- 3 février : Art Jones, à 86 ans, deuxième meilleur pointeur de l'histoire de la Western Hockey League, il fut intronisé au temple de la renommée des sports de l'Oregon en 1984[8].
- 7 février : Ralph Backstrom, à 83 ans, il remporte six coupe Stanley avec les Canadiens de Montréal en plus d'obtenir le Trophée Calder à titre de meilleur recrue de la LNH en 1959[9].
- 4 mars : Mark Pavelich, à 63 ans, membre de l'équipe américaine aux Jeux olympiques de 1980 ayant participé à l'évènement surnommé Miracle sur glace[10].
- 14 mars : Ray Cullen, à 79 ans, joueur ayant pris part à plus de trois cent rencontres en LNH, principalement avec les North Stars du Minnesota[11].
- 21 mars : Robert McKnight, à 83 ans, joueur ayant remporté la médaille d'argent avec l'équipe canadienne lors des Jeux olympiques de 1960[12].
- 24 mars : Bob Plager, à 78 ans, ancien joueur puis entraîneur des Blues de Saint-Louis de la LNH, l'équipe retire son numéro (le 5) en 2017[13]
- 28 mars : Bobby Schmautz, à 76 ans, joueur ayant disputé plus de sept cent cinquante parties en LNH[14]
- 12 avril : Manfred Buder, à 85 ans, ayant joué 202 matchs avec l'équipe d'Allemagne de l'Est[15]
- 19 avril : Viktor Chouvalov, à 97 ans, joueur ayant porté les couleurs de l'URSS notamment aux Jeux olympiques [16].
- 27 avril : Miroslav Fryčer, à 61 ans, joueur et ensuite entraîneur tchécoslovaque puis tchèque[17]
- 8 mai : Jean-Luc Phaneuf, à 65 ans, hockeyeur sur glace canadien[18]
- 18 mai : Gilles Lupien, à 67 ans, hockeyeur sur glace canadien[19]
- 26 mai : Murray Dowey, à 95 ans, hockeyeur sur glace canadien[20]
- 28 mai : Markus Egen, à 93 ans, hockeyeur sur glace puis entraîneur allemand[21]
- 21 juin : Thomas Kurvers, à 58 ans, hockeyeur sur glace américain[22]
- 22 juin : René Robert, à 72 ans, hockeyeur sur glace canadien[23]
- 4 juillet : Matiss Kivlenieks, gardien de but décédé après seulement quatre années de carrière professionnelle, du fait d'un accident de feux d'artifice [24].
- 8 juillet : Bryan Watson, à 78 ans,  hockeyeur sur glace canadien[25]
- 9 juillet : Pentti Isotalo, joueur puis arbitre finlandais de hockey sur glace [26]. Il est intronisé au Temple de la renommée finlandais en 1985 .
- 10 août : Anthony Esposito, à 78 ans, hockeyeur sur glace canado-américain[27]
- 19 août : Rodrigue Gilbert, à 80 ans, hockeyeur sur glace canadien[28]
- 23 août : Jimmy Hayes, 31 ans, hockeyeur sur glace américain[29]
- 24 août : Jan Suchý, à 76 ans, hockeyeur sur glace tchécoslovaque puis tchèque[30]
- 26 août : Vladimir Chadrine, à 73 ans, hockeyeur sur glace soviétique puis russe[31]
- 10 septembre : Jack Egers, à 72 ans, hockeyeur sur glace canadien[32]
- 13 septembre : Fred Stanfield, à 77 ans, hockeyeur sur glace puis entraîneur canadien[33]
- 16 septembre : Lou Angotti, à 83 ans, hockeyeur sur glace puis entraîneur canadien[34]
- 15 octobre : Leo Boivin, à 90 ans, hockeyeur sur glace canadien[35]
- 30 octobre : Tony Featherstone, à 72 ans, hockeyeur sur glace canadien[36]
- 2 novembre : Boris Sádecký, joueur slovaque décédé des suites d'un malaise cardiaque en plein match, à l'âge de 24 ans [37].
- 27 novembre : Matti Keinonen, à 80 ans, hockeyeur sur glace finlandais[38]
- 8 décembre : Gerry Foley, à 89 ans, hockeyeur sur glace américain[39]
- 23 décembre : Robert McCammon, à 91 ans, hockeyeur sur glace canadien[40]
- 25 décembre : Ralph Warburton, à 97 ans, hockeyeur sur glace américain[41]
- 30 décembre : Jean Vassieux, à 72 ans, hockeyeur sur glace français[42]